# Pachypasa capensis
Pachypasa capensis is een vlinder uit de familie van de spinners (Lasiocampidae). De wetenschappelijke naam werd gepubliceerd in 1767 door Carl Linnaeus.